# BADR-5
BADR-5 (auch Arabsat-5B) ist ein Telekommunikationssatellit der Arab Satellite Communications Organization (ARABSAT).

## Geschichte
Der auf Basis des Satellitenbus Eurostar E3000 gebaute Satellit ist ein weiterer von Astrium für den Betreiber ARABSAT mit Sitz im saudi-arabischen Riad herstellte Satellit. BADR-5 wiegt 5420 Kilogramm und ist mit zum Teil steuerbaren 56 aktiven Ku-Band- und 4 Ka-Band-Transpondern ausgestattet und soll zusammen mit den auf der Orbitalposition 26° Ost befindlichen Satelliten BADR-4 und BADR-6 die arabische Welt und benachbarte Staaten mit Direktrundfunk und Breitband-Internetverbindungen versorgen. Zusätzlich verfügt er über ausreichende Kapazität die Nachfrage nach hochauflösenden Fernsehsignalen im HDTV-Standard zu liefern.
Der Start des am 16. Juni 2007 bei einem Konsortium von EADS Astrium und Thales Alenia Space Satelliten erfolgte durch International Launch Service (ILS) mit einer Proton am 3. Juni 2010, 22:00 Uhr UTC vom Weltraumstartplatz Baikonur aus. 9 Stunden und 13 Minuten später trennte sich der Satellit von der Bris-M-Oberstufe. Er wurde auf der Position 26,0° Ost ausgesetzt.